# Природний заповідник Моколоді
Природний заповідник Моколоді — невеличкий приватний природний заповідник в Ботсвані, в 10 км від столиці Ботсвани Габороне. Відкритий в 1994 році, належить Фонду дикої природи Моколоді.
Площа заповідника близько 30 км². На території мешкає безліч рідкісних африканських тварин, включаючи білих носорогів.

## Фототека

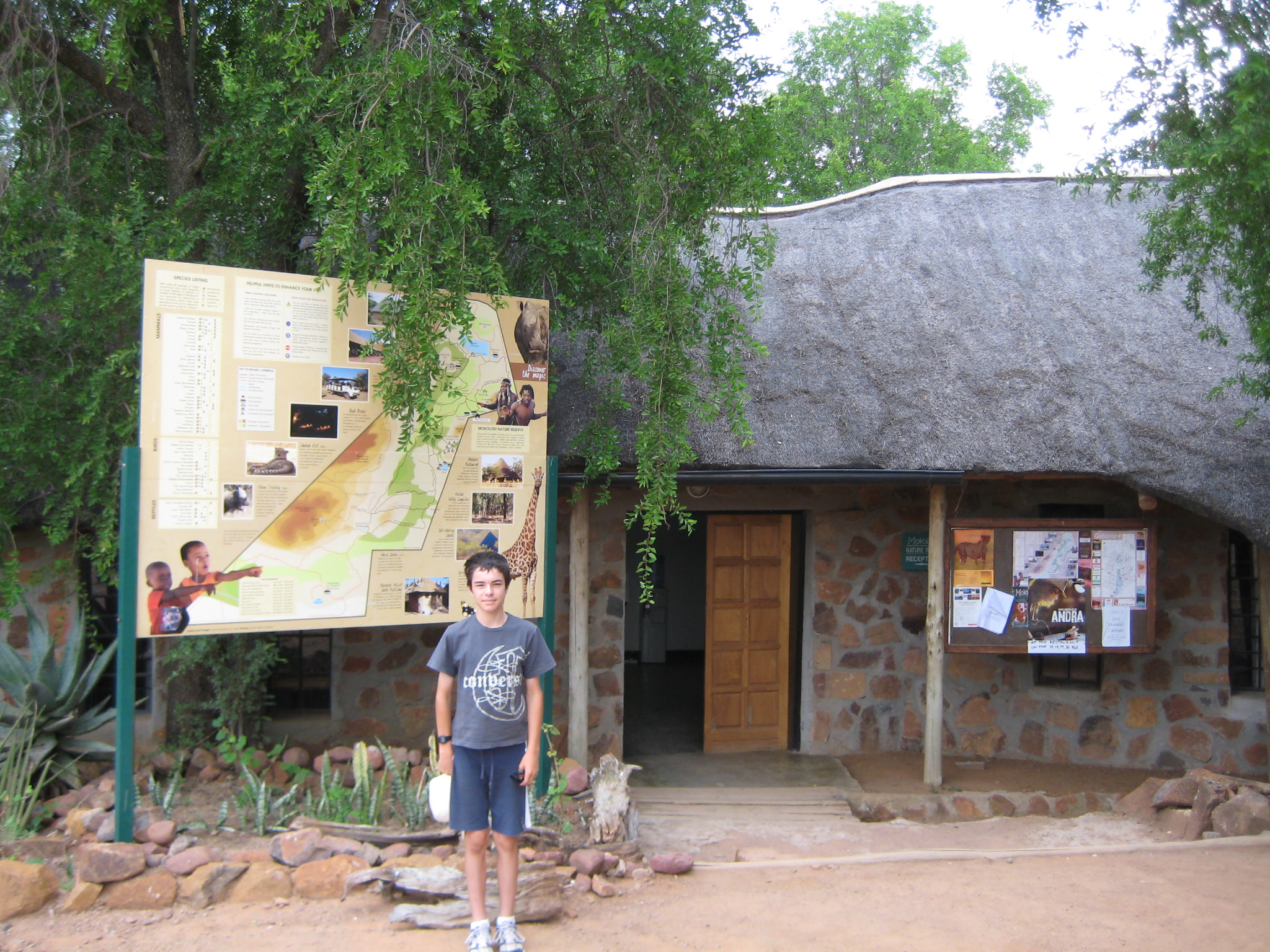
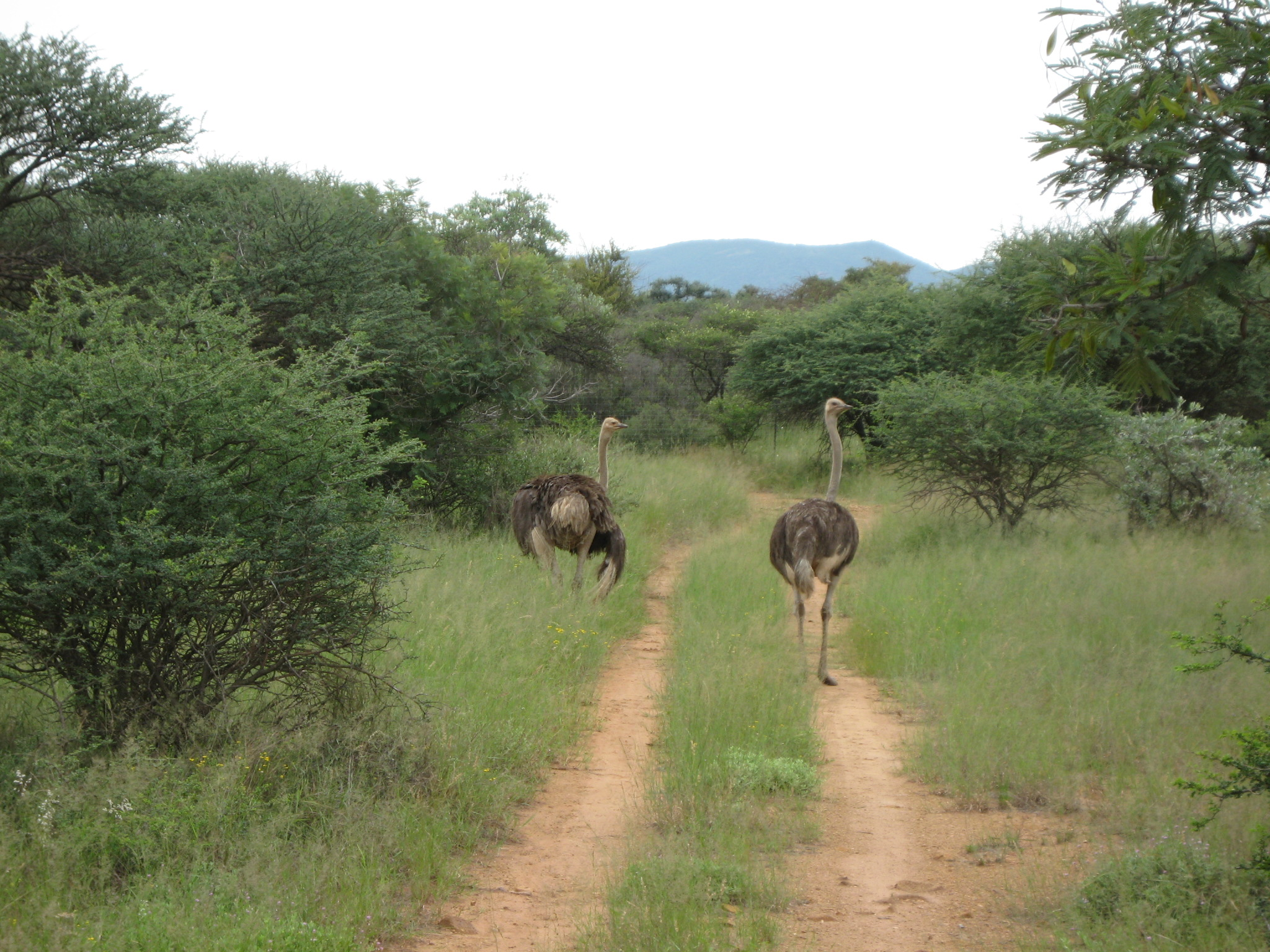

## Ресурси Інтернету
- Офіційний сайт [Архівовано 14 листопада 2015 у Wayback Machine.]